# Phạm Quý Thích
Phạm Quý Thích (范 貴 適, 1760-1825), tự: Dữ Đạo, hiệu: Lập Trai, biệt hiệu: Thảo Đường cư sĩ; là danh sĩ cuối đời Lê trung hưng-đầu đời Nguyễn trong lịch sử Việt Nam.

## Tiểu sử
Phạm Quý Thích sinh ngày 19 tháng 10 năm Canh Thìn (25 tháng 12 năm 1760) ở xã Hoa Đường, huyện Đường An, phủ Thượng Hồng, tỉnh Hải Dương (nay thuộc thôn Lương Ngọc, xã Thúc Kháng, huyện Bình Giang, tỉnh Hải Dương). Sau gia đình ông dời lên kinh đô Thăng Long, ngụ ở phường Báo Thiên, huyện Thọ Xương (nay thuộc thành phố Hà Nội).
Năm Kỷ Hợi (1779), ông đỗ Tiến sĩ lúc 20 tuổi, được bổ Đông các hiệu thư, rồi lần lượt trải các chức: Hàn lâm viện hiệu thảo, Kinh Bắc đạo Giám sát ngự sử, Thiêm sai tri Công phiên.
Khi quân Tây Sơn ra Bắc, ông chạy lánh sang Kinh Bắc, sống cuộc đời ăn nhờ ở đậu, nay đây mai đó.
Đầu đời Gia Long (1802), ông được triệu đến trao cho chức Thị trung học sĩ, tước Thích An hầu. Ông cố chối từ, xin ở lại Bắc thành, được cử làm Đốc học. Tuy nhiên, chỉ ít lâu sau ông xin từ quan về nhà.
Năm Gia Long thứ 10 (1811), ông lại được triệu về kinh đô Huế, giao cho việc chép sử, được ít lâu, lại cáo bệnh đi về.
Năm Minh Mạng thứ 2 (1821), lại có chỉ tuyên triệu lúc ông đang ốm nên từ chối được. Kể từ đó, ông chuyên việc dạy học ở quê nhà, học trò của ông rất đông, trong đó có các trí thức tên tuổi như là Nguyễn Văn Lý, Nguyễn Văn Siêu, Bà Huyện Thanh Quan, Vũ Tông Phan, Nguyễn Văn Lữ, Chu Doãn Trí, Phạm Hội...
Ngày 29 tháng 3 năm Ất Dậu (16 tháng 5 năm 1825) Phạm Quý Thích mất, hưởng thọ 65 tuổi.

## Tác phẩm
Các tác phẩm của Phạm Quý Thích đều bằng chữ Hán, gồm có:
- Thảo Đường thi nguyên tập (Tập thơ gốc của Thảo Đường).
- Lập Trai văn tập (Tập văn của Lập Trai).
- Thiên Nam long thủ liệt truyện (Liệt truyện những người đỗ Trạng nguyên của nước Nam).
- Chu Dịch vấn đáp toát yếu (gồm 157 câu hỏi và trả lời về ý nghĩa của Kinh Dịch và các quẻ trong Kinh Dịch).

Theo Trần Văn Giáp thì ông còn có Lập Trai tiên sinh di thi tục tập. Ngoài ra, học trò ông là Châu Doãn Trí có soạn bộ Lập Trai tiên sinh hành trạng, chép tiểu sử và phổ biến một ít thơ ông.

## Nhận xét
- PGS. Nguyễn Thạch Giang:

Tuy đỗ đạt sớm và từng được giao những chức vụ quan trọng dưới thời Lê-Trịnh, nhưng Phạm Quý Thích không phải là người thiết tha với hoạn lộ...Về sống nơi thôn xóm, ông chung niềm vui và nỗi lo với nông dân. Trong "Thảo đường thi nguyên", nhiều bài thơ đã nói lên điều này...Thơ ông trang nhã, giản dị, biểu dương lý tưởng của kẻ sĩ...
- GS. Nguyễn Lộc:

Ngoài số thơ vịnh sừ, miêu tả cảnh thiên nhiên, viết về cảnh loạn lạc, đói kém của nhân dân vì hạn hán mất mùa bị sự ức hiếp của giới quan lại và cường hào; số còn lại đều là thơ bộc lộ tâm sự hoài Lê của ông…Thơ của ông thường rất buồn. Thiên nhiên trong thơ thường là những cảnh chiều hôm, đêm tối. Chùa chiền trong thơ ông thường mang những nét tàn tạ...Nhìn chung, khuynh hướng hoài cổ là nét chủ đạo trong toàn bộ sáng tác của Phạm Quý Thích...

## Thông tin thêm
- Phạm Quý Thích là bạn thân của danh sĩ Nguyễn Du. Chính ông là người đầu tiên đem Truyện Kiều ra bình phẩm với học trò, làm bài thơ Đoạn trường tân thanh đề từ (thường gọi là Tổng vịnh Truyện Kiều), rồi còn lo ấn hành quyển truyện này.
- Ở quận Tân Phú, Thành phố Hồ Chí Minh có con đường mang tên ông.

## Sách tham khảo
- Nguyễn Thạch Giang (chủ biên), Văn học thế kỷ XVIII. Nhà xuất bản Khoa học xã hội, 2004.
- Trần Văn Giáp, Tìm hiểu kho sách Hán Nôm (Tập 1 và Tập 2 in chung). Nhà xuất bản Khoa học xã hội, 2003.
- Nguyễn Lộc, mục từ Phạm Quý Thích trong Từ điển văn học (bộ mới). Nhà xuất bản Thế giới, 2004.